# Paul Goliath
Paul Goliath,  eigentlich ǂHobexabKlicklaut (* 1790 in Doorn Rivier im heutigen Südafrika; † 15. April 1869 in Berseba), war als Kaptein der Berseba-Nama ein traditioneller Führer im heutigen Namibia. Das Amt hatte er nach dem Tod von Dirk Isaak von 1850 bis zu seinem Tod inne.
Goliath war eng mit dem Missionar Johannes Samuel Hahn verbunden und konnte sich mit seiner Hilfe und der von Christoph Tibot als Kaptein etablieren. Seine Berseba-Nama waren dennoch vom Wohlwollen der Roten Nation abhängig. Er erfreute sich bei seinem Volk aufgrund seines Friedenswillens und Wissens großer Beliebtheit.
Goliath unterzeichnete den Friedensvertrag von Hoachanas im Januar 1858 und von Gibeon im Dezember 1867.